# Voss (azienda)
La Voss-Gruppe (VOSS) è una società tedesca metalmeccanica di Wipperfürth.
La società controllante VOSS Holding GmbH + Co. KG con le figlie VOSS Automotive GmbH e VOSS Fluid GmbH e altre dodici, sono presenti in tutto il mondo.

## Storia
Nel 1931, viene fondata da Hermann Voss l'azienda, specializzata nella costruzione di rubinetti. L'azienda si svilupperà nei decenni successivi, in particolare nel secondo dopoguerra con Hans Hermann Voss, occupandosi del settore dei trasporti.